# استان چونبوری

نقشهٔ تایلند و جایگاه استان چونبوری.

استان چونبوری یا چون بوری یکی از استانهای کشور تایلند است. مساحت آن 4363 کیلومترمربع می‌باشد. جمعیت این استان در سال ۲۰۰۰ بالغ بر ۱۰۴۰۰۰۰ نفر برآورد شده است .
استان چونبوری از نظر تقسیمات کشوری بخشی از ناحیه شرق تایلند به حساب می آید. مرکز این استان شهر چونبوری است.